# اکسی‌پرتین
اکسی‌پرتین (انگلیسی: Oxypertine) با نام‌های تجاری Equipertine و Forit و Integrin Lanturil و Lotawin و Opertil) یک داروی ضدروان‌پریشی است که در درمان اسکیزوفرنی به‌کار می‌رود. این دارو همچنین برای درمان اضطراب با دوز ۲۰ میلی‌گرم در روز ارزیابی شده‌است. از نظر شیمیایی اکسی‌پرتین از ایندول و فنیل‌پیپرازین مشتق شده‌است. اکسی‌پرتین مانند رزرپین و تترابنازین، کاتکول‌آمین‌ها را از بین می‌برد، اگرچه مانند سروتونین نیست اما احتمالاً زمینه‌ساز اثر عصبی آن است. ساختار آن شبیه سلی‌پرتین و میلی‌پرتین است.